# Satakunta
Satakunta (doslovně česky „Setnina“) je jedna z 19 finských provincií. Nachází se v jihozápadní části státu při pobřeží Botnického zálivu. Sousedí s provinciemi Jižní Pohjanmaa, Pohjanmaa, Pirkanmaa, Vlastní Finsko. Správním střediskem je město Pori. Nejvyšším bodem celého oblasti je Soininharju o nadmořské výšce 185 m n. m. Stejně jako další finské provincie, má i Satakunta určené své symboly z ptačí říše, flóry, zvířat, ryb a hornin. Jsou jimi sýkora modřinka, rakytník řešetlákový, bobr evropský, mihule říční a pískovec.

## Obce
K lednu 2021 se provincie skládala z 16 obcí (finsky kunta). Obce byly seskupeny do tří okresů (tzv. seutukunta). Sedm obcí mělo status města (napsané tučným písmem).
- Eura
- Eurajoki
- Harjavalta
- Huittinen
- Jämijärvi
- Kankaanpää
- Karvia
- Kokemäki
- Merikarvia
- Nakkila
- Pomarkku
- Pori
- Rauma
- Siikainen
- Säkylä
- Ulvila